# Peckoltichthys bachi
Peckoltichthys bachi – gatunek małej słodkowodnej ryby sumokształtnej z rodziny zbrojnikowatych (Loricariidae), jedyny przedstawiciel rodzaju Peckoltichthys.

## Zasięg występowania i środowisko
Górna Amazonka i jej dopływy, na obszarze Brazylii, Boliwii, Kolumbii, Ekwadoru i Peru.
Występuje na brzegach średnich i dużych rzek, wśród zanurzonych gałązek i traw, zwykle płynących.

## Taksonomia
Gatunek opisany naukowo przez Boulengera w 1898 z rzeki Juruá w północno-zachodniej Brazylii, pod nazwą Chaetostomus bachi. Został przeniesiony przez Armbrustera do rodzaju Peckoltia, ale badania molekularne nie potwierdziły bliskiego pokrewieństwa tego gatunku z przedstawicielami Peckoltia i został zaliczony do rodzaju Peckoltichthys. 

## Długość ciała
Dorosłe osobniki tego gatunku osiągają maksymalnie 14 cm długości całkowitej (TL).